# Albert Bushnell Hart
Albert Bushnell Hart (1er juillet 1854 - juin 1943) est un historien, écrivain et éditeur américain basé à l'Université de Harvard. L'un des premiers historiens de formation professionnelle aux États-Unis, c'est un auteur et éditeur prolifique d'ouvrages historiques. Albert Bushnell Hart est devenu, comme Samuel Eliot Morison l'a décrit, le « Grand Old Man » de l'histoire américaine.

## Biographie
Hart est né à Clarksville (maintenant Clark), dans le comté de Mercer, en Pennsylvanie. Il est diplômé de l'Université Harvard en 1880. Membre de Phi Beta Kappa, camarade de classe et ami du futur président américain Theodore Roosevelt, il étudie à Paris, Berlin et Freiburg et reçoit son doctorat sous Hermann Eduard von Holst à Freiburg en 1883. Le président de Harvard, Charles Eliot, nomme Hart instructeur en 1883 pour enseigner le seul cours d'histoire américaine que l'établissement offrait, malgré le fait qu'Edward Channing, déjà assistant en histoire européenne, voulait enseigner le cours lui-même. Hart a été instructeur d'histoire de 1883 à 1887, professeur adjoint de 1887 à 1897 et est devenu professeur en 1897. Il reste à la faculté de Harvard pendant 43 ans, prenant sa retraite en 1926. À la retraite, il continue à écrire et à éditer depuis une pièce de la bibliothèque Widener. Il a une maison d'été dans le New Hampshire près du mont Monadnock.
Hart édite, avec Edward Channing au cours de la période de 1892 à 1895 une série d'extraits de documents appelés American history leaflets; colonial and constitutional, qui comprend des titres tels que Extracts from the Sagas describing the voyages to Vinland et Documents illustrating the territorial development of the United States, 1584-1774. Hart est rédacteur en chef du Harvard Graduates' Magazine de 1894 à 1902. Il est président de l'American Historical Association en 1909 et de l'American Political Science Association en 1912. En 1914, il est nommé professeur d'échange à l'Université de Berlin.
Hart est l'auteur de Formation of the Union (1892), Salmon Portland Chase (1899), Essentials of American History (1905), Slavery and Abolition (1906) et de nombreux autres livres. Il est rédacteur en chef de la série American Nation (28 volumes, 1903-1918) et d'autres séries sur l'histoire américaine, de nombreux livres et guides pour l'étude de l'histoire américaine et, avec Andrew C. McLaughlin, de la Cyclopedia of  American Government (3 volumes, 1914). Il est rédacteur en chef de The American Historical Review pendant 14 ans et président de l'American Historical Association (AHA) et de l'American Political Science Association. Hart édite l'American Year Book de 1911 à 1920 et de 1926 à 1932. Il édite une histoire en cinq volumes du Massachusetts en 1927-1930 et a travaillé comme historien officiel de la commission bicentenaire de George Washington de 1926 à 1932.
En 1909, il joue un rôle important en permettant à son ancien élève, W. E. B. Du Bois, de livrer son document Reconstruction and Its Benefits à l'AHA à New York et le livre Black Reconstruction in America en 1935 s'est avéré être un travail séminal pour éloigner la discussion historique de la période de reconstruction des vues de l'école Dunning. Il est administrateur de Université Howard. Bien que croyant à l'infériorité raciale des Afro-Américains, il s'est néanmoins opposé aux plans visant à refuser aux étudiants noirs des places dans les Freshman Halls de Harvard dans les années qui ont suivi la Première Guerre mondiale. En plus d'être le conseiller pour la thèse de doctorat de Du Bois, Hart est également le conseiller (avec Edward Channing) pour la thèse de Carter G. Woodson. Hart est également le conseiller doctoral initial d'un autre historien afro-américain, Charles H. Wesley, et a fait en sorte que Wesley reçoive la même bourse d'études supérieures Austin Scholar que Du Bois avait reçue trente ans plus tôt et en tant que fiduciaire de l'Université Howard, Hart a utilisé son influence pour lui obtenir un congé afin qu'il puisse terminer son doctorat. Cependant, étant donné que Hart était en congé académique ce semestre, Channing a été le conseiller de thèse de Wesley.
Partisan de la participation des États-Unis à la Première Guerre mondiale, il est accusé d'espionnage en décembre 1918, mais les accusations ont été désignées comme étant l'œuvre de propagandistes allemands essayant de saper sa position pro-britannique. En 1922, The Progressive Magazine désignait Hart comme un « anglomaniac ».

## Œuvres
Liste non exhaustive.
- Auteur
  - Introduction to the Study of Federal Government (1890) (2e ed. 1891)[9]
  - Why the South Was Defeated in the Civil War (1891)[10]
  - Epochs of American History (3 vols.) (1891–1893) (with Reuben Gold Thwaites and Woodrow Wilson). "The Colonies, 1492–1750" (1891), "Formation of the Union, 1750–1829" (1892), "Division and Reunion, 1829–1889" (1893)[11].
  - Epoch Maps, Illustrating American History (1891)[12]
  - Practical Essays on American Government (1893)[13]
  - Studies in American Education (1895)[14]
  - Guide to the Study of American History, with Edward Channing (1897)[15]; 2e édition avec Edward Channing and Frederick Jackson Turner (1912)
  - Salmon Portland Chase (1899, dans les American Statesman)
  - Foundations of American Foreign Policy (1901)[16]
  - Actual Government (1903)
  - Slavery and Abolition (1906, dans les American Nation, couvrant 1831-1842)
  - National Ideals Historically Traced (1907)
  - Manual of American History, Diplomacy, and Government (1908)
  - Imagination in History (1909)[17]
  -  The Southern South (1910)
  - Formation of the Union (1910)
  - The Obvious Orient (1911)
  - The War in Europe (1914); vol. 26 des American Nation
  - The Monroe Doctrine: An Interpretation (1916)[18]
  - New American History (1917)
  - School History of the United States (1917)
  - America at War (1917)
  - Causes of the War (1920)
  - We and Our History (1923)
- Éditeur
  - American history leaflets; colonial and constitutional."[19]
  - The Romance of the Civil War (1896)
  - American History told by Contemporaries (4 vols, 1898–1901)
  - Source Readers in American History (4 vol., 1901-1903)
  - Epochs of American History series (3 small text-books)
  - American Nation series (27 vols, 1903–1907)
  - American Citizen series
  - Cyclopedia of American Government (3 vols.) (1914) (coédité par Andrew C. McLaughlin)[20],[21],[22],[23],[24]
  - Colonial Children, édité avec Blanche E. Hazard (1914)
  - Harper's Pictorial Library of the World War, Volume 1 (1920)
  - Commonwealth History of Massachusetts (cinq volumes, 1927-1930